# Rod Serling
Rodman Edward Serling, detto Rod (Syracuse, 25 dicembre 1924 – Rochester, 28 giugno 1975), è stato uno scrittore e sceneggiatore statunitense, principalmente noto per aver creato la serie televisiva antologica Ai confini della realtà. Ha ricevuto diverse nomination e vinto alcuni Emmy Awards.

## Biografia
Nacque a Syracuse, minore dei due figli di Samuel ed Esther, ma crebbe a Binghamton, sempre nello stato di New York.

### Il servizio militare
Giovanissimo, Serling si arruolò nell'esercito come paracadutista e guastatore, e partecipò alla Seconda guerra mondiale nell'area di combattimento del Pacifico, dal gennaio 1943 al gennaio 1945. Nel corso di un combattimento fu gravemente ferito a un polso e a un ginocchio, e per le ferite riportate e il coraggio mostrato ottenne due importanti decorazioni militari: la Purple Heart e una Bronze Star Medal. L'esperienza durissima gli avrebbe lasciato incubi ricorrenti per il resto della propria vita. In seguito divenne anche un pugile.

### Gli esordi come scrittore
Tornato in patria, Serling trascorse la maggior parte della sua giovinezza (a 110 km a sud di Syracuse) dall'età di 2 anni a Binghamton, New York, dopo che la sua famiglia si trasferì lì nel 1926. I suoi genitori incoraggiarono il suo talento come artista. Suo padre, Samuel Lawrence Serling, costruì un piccolo palco nel seminterrato, dove Rod spesso metteva in scena spettacoli teatrali (con o senza i bambini del vicinato).  Suo fratello maggiore, lo scrittore Robert, ricordò che, all'età di sei o sette anni, Rod si divertiva per ore recitando dialoghi tratti da riviste o film che aveva visto. In seguito ai primi studi, frequentò una piccola università, la Antioch College di Yellow Springs, Ohio, da dove uscì nel 1950 con un dottorato in letteratura.
Sposato con Carol da due anni, si trasferì a Cincinnati, dove iniziò la sua carriera di scrittore nello staff di una radio locale. Il suo futuro però era nella televisione: Serling cominciò la sua lunghissima carriera di sceneggiatore di storie per il piccolo schermo, e produsse due sceneggiature che gli valsero la massima considerazione della CBS: Patterns, classico sulla natura ostile della società capitalistica, andato in onda nell'ambito della serie Kraft Television Theatre e adattato successivamente per il cinema con il titolo I giganti uccidono (1956), e soprattutto Requiem for a Heavyweight, trasmesso durante la serie Playhouse 90 e che diventerà un film con Anthony Quinn e Mickey Rooney, Una faccia piena di pugni (1962), ancora oggi considerato uno dei migliori ritratti del mondo del pugilato.
Nonostante il successo, Serling non si sentiva soddisfatto del modo in cui venivano rappresentate le sue sceneggiature: per questo, cominciò a cercare il modo di realizzare una propria serie televisiva.

### Ai confini della realtà
Nel 1959, la CBS accettò di produrre una nuova serie televisiva creata da Serling, Ai confini della realtà (The Twilight Zone). Si trattava di un prodotto quasi rivoluzionario per la televisione dell'epoca, che per la prima volta propose al grande pubblico storie di fantascienza, considerata fino ad allora materia poco adatta alla vasta platea degli show di prima serata. I 156 episodi della serie, che andò in onda per cinque stagioni, proposero in realtà temi molto più profondi di quelli dei film del genere dell'epoca, in cui mostri giganteschi distruggevano fantascientifiche navicelle spaziali.
Basandosi anche sulle proprie esperienze, Serling scrisse storie che dietro la facciata della fantascienza trattavano anche temi quali il razzismo, la xenofobia, i timori per il clima di incertezza determinato dagli anni della Guerra fredda. Al suo fianco, un gruppo di straordinari scrittori presi in prestito dalla fantascienza; Charles Beaumont e Richard Matheson, in particolare, reinterpretarono classici del genere e scrissero nuovi soggetti diventati a loro volta classici, perfezionando al massimo livello l'artificio letterario dello "switching end", il ribaltamento a sorpresa, il colpo di scena finale che cambiava completamente la prospettiva della storia, lasciando a bocca aperta lo spettatore.
Oltre che scrivere il maggior numero di storie della serie e averne la direzione artistica, Serling divenne anche un personaggio famoso della televisione, in quanto compariva in video al termine di ogni episodio e illustrava brevemente il tema della puntata seguente: in quel ruolo, la produzione aveva precedentemente contattato Orson Welles, ma il compenso troppo elevato richiesto dal grande regista fece sì che ci si rivolgesse a una soluzione "interna" più economica, creando il personaggio televisivo Serling.
Nel 1964 la CBS cancellò lo show, dati soprattutto i costi di produzione elevati, e Serling vendette la propria parte di diritti, anche per evitare le continue cause di plagio che stavano colpendo alcuni episodi della serie.

### Gli anni seguenti
Nel 1969, passato alla NBC, Serling tornò in televisione con una nuova serie, Mistero in galleria (Night Gallery), più indirizzata all'horror e al macabro rispetto ad Ai confini della realtà. Nella nuova serie, egli introduceva i tre segmenti di ogni episodio, e scrisse anche molte delle sceneggiature.
All'inizio della terza stagione della serie, però, cominciarono a sorgere contrasti tra Serling e la produzione, che cominciava a rigettare un numero sempre maggiore di sue sceneggiature. Anche per questi contrasti, e per il mancato successo della serie, che non riuscì mai a ottenere buoni indici di ascolto, nel 1973 Night Gallery fu cancellata.
Prestò il suo volto per la presentazione del documentario UFO's: It Has Begun di Robert Emenegger, che uscirà nel 1976, dopo la sua morte.
L'attività di scrittore di Serling, nel frattempo, continuò anche al di fuori della televisione, con una serie di sceneggiature per il cinema in bilico tra fantascienza e fantapolitica: tra esse, Sette giorni a maggio (1964), che descriveva il tentativo di un attentato al presidente degli Stati Uniti, The Man (1972), che immaginava (con 36 anni di anticipo) il primo presidente di colore degli Stati Uniti, e soprattutto Il pianeta delle scimmie (1968), un classico assoluto.

## Gli ultimi anni
Serling era un accanito fumatore: gli amici affermavano che fumava regolarmente tre o quattro pacchetti di sigarette al giorno. Il 3 maggio 1975 ebbe un infarto e fu ricoverato in ospedale, dove rimase per due settimane prima di essere dimesso. Ma due settimane dopo fu nuovamente colpito da un secondo infarto, che convinse i medici a concordare un intervento chirurgico, sebbene all'epoca venisse considerato molto rischioso. Rimase per ben dieci ore in sala operatoria il 26 giugno, ma durante l'intervento ebbe un terzo infarto e nonostante ogni tentativo morì due giorni dopo.
Il suo funerale e la sua sepoltura ebbero luogo il 2 luglio al Lake View Cemetery, Interlaken, (Seneca County), New York. Una commemorazione si tenne alla Sage Chapel della Cornell University il 7 luglio 1975. Tra gli oratori alla commemorazione c'erano sua figlia Anne e il reverendo John F. Hayward. 

## Doppiatori italiani
In Ai confini della realtà Serling è stato doppiato da diversi attori italiani nel corso delle diverse programmazioni della serie:
- Emilio Cigoli (1962 - 1966)
- Sergio Tedesco (1969 - 1971)
- Franco Sangermano (anni ottanta)
- Mimmo Strati (episodi inediti pubblicati in DVD)